# 白石窑水库
白石窑水库位于中国广东省英德市北部的北江干流上，距英德市区25公里。于1992年8月动工兴建，1997年4月首台机组投产，1999年2月四台机组（1.8万千瓦）全部建成投产，新增五号机组（2万千瓦）于2004年2月动工兴建，2005年11月18号建成并网发电。总装机容量为9.2万千瓦，设计年平均发电量3.2亿千瓦时。通航能力为100吨级。